# PSV Eindhoven (damer)
Philips Sport Vereniging Vrouwen,  mer känd som PSV, ibland kallad PSV Eindhoven är en nederländsk fotbollsklubb för damer från Eindhoven. Klubben grundades den 4 juni 2012 som PSV/FC Eindhoven. Men sedan 2015 enbart under namnet PSV Eindhoven. Klubben spelar i Eredivisie och spelar sina hemmamatcher på Sportcomplex De Herdgang och ibland på herrarnas arena Philips Stadion.

## Historia

### Klubbens ursprung
Den 4 juni 2012 tillkännagavs att PSV och FC Eindhoven gemensamt hade registrerat ett damlag för att delta i Women's BeNe League. Hesterine de Reus utsågs till tränare för första säsongen och klubbens första hemmamatcher spelades på Jan Louwers Stadium. 

### Namnbytet 2015/16
Säsongen 2015/16 blev det officiellt att klubben skulle fortsätta under namnet PSV. Anledningen till detta var att FC Eindhoven drar sig ur damfotbollen. Då fick laget spela i samma färger som herrlaget i PSV.